# بهروز صفاریان
بهروز صفاریان (زادهٔ ۲۴ بهمن ۱۳۵۶) آهنگساز و تنظیم کننده موسیقی پاپ اهل ایران است. او در نظرسنجی بهترین‌های سال ۹۱ موسیقی پاپ ایران از سوی مجله ترانه‌ماه، در دو بخش آهنگساز و تنظیم‌کننده به عنوان ده نفر برتر معرفی شد. سابقه فعالیت صفاریان به سال ۱۳۷۶ برمیگردد.

## زندگی و فعالیت حرفه‌ای
وی در ۲۴ بهمن ۱۳۵۶ در بیجار به دنیا آمد، او فرزند چهارم و آخر خانواده است. بهروز در پنج سالگی برای اولین بار دستش به ساز خورد و از کیبورد برادرش، بهزاد، استفاده کرد. خانواده‌اش به خاطر آن که موقعیت تحصیلی او به خطر نیفتد، اجازه نمی‌دادند در کودکی به سمت موسیقی بیاید. یازده ساله بود که قرار شد یک کیبورد از آلمان برای او بفرستند، اما مسوولان گمرک فرودگاه مهرآباد از تحویل آن به خانواده صفاریان خودداری کردند! مسؤولان ارشاد هم برای ترخیص این کیبورد همکاری نکردند و ساز رؤیایی بهروز به آلمان مرجوع شد! سرانجام در ۱۳ سالگی صاحب کیبورد شد. او از افرادی که کیبوردهای پیشرفته‌تر داشتند، سازهایشان را امانت می‌گرفت و برایشان ریتم می‌ساخت و گرچه دستمزدی نمی‌گرفت، اما از این که امکان دسترسی به سازهای جدید را داشت، رضایت پیدا می‌کرد. بعد از دوران راهنمایی، به هنرستان برق رفت اما پس از چند ماه به آرزویش رسید و سر از هنرستان موسیقی درآورد.
بهروز صفاریان پس از فارغ‌التحصیلی از هنرستان موسیقی، همکاری خود را با صدا و سیما با تنظیم قطعه وقف پرنده‌ها به خوانندگی قاسم افشار و آهنگسازی اکبر آزاد آغاز کرد.
بهروز صفاریان و شادمهر عقیلی دورادور یکدیگر را می‌شناختند، اما در محیط صدا و سیما به منظور همکاری به توافق رسیدند. نتیجه این همکاری آلبوم مسافر بود. او در آلبوم دهاتی شادمهر یک قطعه را ساخت و تنظیم کرد، سپس در آلبوم نخست برادرش، بهنام صفاریان با نام دورنگی بار مدیریت هنری را به دوش کشید و با فروش فوق‌العاده این آلبوم جایگاهش را ارتقاء بخشید.
او به عنوان تنظیم‌کننده در تهیه اوّلین آلبوم مجاز رپ فارسی اسکناس با شاهکار بینش‌پژوه همکاری کرد. از دیگر آثار شناخته شده او در این دوره می‌توان به آلبوم غریبه فریدون آسرایی اشاره کرد که در آن به عنوان تنظیم‌کننده و آهنگساز مشارکت داشت.
شبح با موسیقی او و صدای برادرش حاصل همکاری دیگر برادران صفاریان است.
آلبوم بی خوابی از سعید شهروز و آلبوم ۱۴ از علی لهراسبی از دیگر آلبوم‌های پرفروشی هستند که بهروز صفاریان در آن‌ها نقش داشته‌است. او هم چنین در طی این سال‌ها با خوانندگانی مانند خشایار اعتمادی، مهرزاد اصفهان پور، محمد خاکپور و … همکاری کرده‌است. باید به تو برگردم از آخرین پروژه‌هایش و حاصل همکاری مجدد با خشایار اعتمادی است.
همکاری محمد اصفهانی و صفاریان در سال ۷۸ و در آلبوم فاصله یک اثر شاخص در موسیقی پاپ را به وجود آورد. اتفاقات خوبی که برای این آلبوم و سبک آن رخ داد که باعث شد، روند هنری بهروز صفاریان تغییراتی اساسی را به خود ببیند. بعد از آلبوم فاصله او رهبری ارکستر محمد اصفهانی را بر عهده گرفت و همکاری این دو در قطعه دلقک و همچنین تنظیم کننده آثار دیگر او در آلبوم نون و دلقک باعث شد تا پرفروش‌ترین آلبوم موسیقی ایران تا به امروز رقم بخورد.
بعد از آلبوم نون و دلقک اختلافاتی میان این دو باعث قطع همکاری در ادامهٔ دههٔ هشتاد شد و بعد از چند سال فاصله با تیتراژ سریال تکیه بر باد مجدد همکاریشان شکل گرفت.
همکاری او با صدا و سیما منجر به خلق آثار بسیاری شده‌است، از جمله: مثل ماه با صدای خودش، فاصله‌ها با صدای علی لهراسبی عبور شیشه‌ای با صدای علی لهراسبی، پیله‌های پرواز با صدای علی لهراسبی، دلنوازان با صدای علی لهراسبی، تقدیر با صدای احسان خواجه‌امیری، تکیه بر باد با صدای محمد اصفهانی، شهر باران با صدای محمد علیزاده، کِی قراره نجاتم بدی با صدای سعید شهروز. صفاریان در سال ۱۳۸۸ با فیلم «طهران تهران» از داریوش مهرجویی و مهدی کرم‌پور به موسیقی متن فیلم نیز روی آورده‌است که البته صفاریان در این فیلم آهنگسازی اپیزود اول یعنی طهران: روزهای آشنایی به کارگردانی داریوش مهرجویی به عهده دارد.

## رهبر ارکستر و سرپرست گروه
بهروز صفاریان رهبر ارکستر و سرپرست گروه فریدون فروغی، محمد اصفهانی و علی لهراسبی در دوره‌هایی بر عهده داشته‌است. او اعلام کرده فعلاً قصدی برای روی استیج رفتن به عنوان رهبر ارکستر را ندارد و آخرین بار در جشن موسیقی ما به‌طور رسمی بر روی استیج حاضر شد و قطعهٔ کوچه باغ راز را به روی صحنه برد.

## همکاری هنری با خوانندگان
از جمله خوانندگانی که بهروز صفاریان به عنوان آهنگساز یا تنظیم کننده همکاری داشته می‌توان به قاسم افشار، خشایار اعتمادی، محسن یگانه، شادمهر عقیلی، محمد اصفهانی، احسان خواجه‌امیری، روزبه بمانی، فریدون اسرایی، بهنام صفاریان، مهرزاد اصفهان پور، محمد خاکپور، علی لهراسبی، محسن چاوشی، رضا صادقی، شاهکار بینش پژوه و… نام برد.

## آهنگسازی و تنظیم
| خواننده                         | نام ترانه              | ترانه‌سرا             | آهنگساز                      | تنظیم                        |
| ------------------------------- | ---------------------- | -------------------- | ---------------------------- | ---------------------------- |
| سعید شهروز                      | کی قراره نجاتم بدی     | بهنام کریمی          | احمد امیر خلیلی              | بهروز صفاریان                |
| سعید شهروز                      | چند سال از امشب بگذره؟ | روزبه بمانی          | مهدی یراحی, بهروز صفاریان    | بهروز صفاریان                |
| قاسم افشار                      | وقف پرنده‌ها            | محمدعلی شیرازی       | اکبر آزاد                    | بهروز صفاریان                |
| شادمهر عقیلی                    | روح سبز                | نیلوفر لاری پور      | شادمهر عقیلی                 | بهروز صفاریان                |
| شادمهر عقیلی                    | مشق سکوت               | نیلوفر لاری پور      | شادمهر عقیلی                 | بهروز صفاریان - شادمهر عقیلی |
| شادمهر عقیلی                    | پل عاطفه               | روشنک نمازی          | بهروز صفاریان                | بهروز صفاریان                |
| شادمهر عقیلی                    | دل خوشی                | محمدعلی بهمنی        | بهروز صفاریان                | بهروز صفاریان                |
| محمد اصفهانی                    | فاصله (حضور)           | لیدا جوادی، رها روشن | پدرام کشتکار - بهروز صفاریان | بهروز صفاریان                |
| محمد اصفهانی                    | یادگار                 | علی معلم             | بهروز صفاریان                | بهروز صفاریان                |
| محمد اصفهانی                    | دلقک                   | رها شایان            | امیر علیزاده                 | بهروز صفاریان                |
| محمد اصفهانی                    | بوی باران              | قیصر امین پور        | همایون خرم                   | بهروز صفاریان                |
| محمد اصفهانی                    | آسیمه‌سر                | اکبر آزاد            | بابک بیات                    | بامداد بیات - بهروز صفاریان  |
| محمد اصفهانی                    | با شوق تو              | سهیل محمودی          | محمد اصفهانی                 | بهروز صفاریان                |
| محمد اصفهانی                    | تکیه برباد             | روزبه بمانی          | مهدی یغمایی                  | بهروز صفاریان                |
| محمد اصفهانی                    | به نگاهی               | عباس محمدی           | فرید سعادتمند                | بهروز صفاریان                |
| محمد اصفهانی                    | غم غفلت (آواز)         | بیدل دهلوی           | بهروز صفاریان                | بهروز صفاریان                |
|                                 | تا رسیدی               | اهورا ایمان          | ستار اورکی                   | بهروز صفاریان                |
| محمد اصفهانی و بهروز صفاریان    | بمان با من             | اهورا ایمان          | ستار اورکی                   | بهروز صفاریان                |
| حجت اشرف زاده                   | نفس                    | بهروز صفاریان        |                              | بهروز صفاریان                |
| فریدون آسرایی                   | دلتنگیام               | احمد امیرخلیلی       | فواد غفاری                   | بهروز صفاریان                |
| فریدون آسرایی                   | فاصله‌ها                | فرید احمدی           | بهروز صفاریان                | بهروز صفاریان                |
| فریدون آسرایی                   | بامن بمون              | شهلا سهیلی           | بهروز صفاریان                | بهروز صفاریان                |
| فریدون آسرایی                   | بوی سیب                | عبدالجبارکاکایی      | فریدون اسرایی                | بهروز صفاریان                |
| فریدون آسرایی                   | گل هیاهو               | رضاجز مطلب تبریزی    | فریدون اسرایی                | بهروز صفاریان                |
| فریدون آسرایی                   | خاطره                  | فرید احمدی           | فریدون اسرایی                | بهروز صفاریان                |
| فریدون آسرایی                   | کبوتر                  | عبدالجبارکاکایی      | فریدون اسرایی                | بهروز صفاریان                |
| سروش                            | میراث                  | محمد فراهانی         | مهدی یراحی                   | بهروز صفاریان                |
| بهروز صفاریان                   | آرامش                  | احمد امیرخلیلی       | بهروز صفاریان                | بهروز صفاریان                |
| بهروز صفاریان                   | لیلا                   | مجتبی مصری           | مجتبی مصری                   | بهروز صفاریان                |
| بهروز صفاریان                   | زیبای من               | احمد امیرخلیلی       | وحید پویان                   | بهروز صفاریان                |
| داریوش                          | تصویر رؤیا             | روزبه بمانی          | مهدی یراحی                   | بهروز صفاریان                |
| محسن چاوشی                      | مادر                   | حسین صفا             | محسن چاوشی                   | بهروز صفاریان                |
| محسن چاوشی                      | همخواب                 | وحشی بافقی           | محسن چاوشی                   | بهروز صفاریان                |
| محسن چاوشی                      | به رسم یادگار          | حسین صفا             | محسن چاوشی                   | بهروز صفاریان                |
| محسن چاوشی                      | شهرزاد                 | حسین صفا             | محسن چاوشی                   | بهروز صفاریان                |
| محسن چاوشی                      | دل من                  | مولانا               | محسن چاوشی                   | بهروز صفاریان                |
| محسن چاوشی                      | چنگیز                  | علی‌اکبر یاغی‌تبار     | محسن چاوشی                   | بهروز صفاریان                |
| احسان خواجه امیری               | دروازه‌های دنیا         | روزبه بمانی          | احسان خواجه امیری            | بهروز صفاریان                |
| احسان خواجه امیری               | تقدیر                  | روزبه بمانی          | بهروز صفاریان                | بهروز صفاریان                |
| احسان خواجه امیری               | بی قرار                | زهرا عاملی           | مجتبی مصری                   | بهروز صفاریان                |
| محمد علیزاده                    | شهر باران              | مجید صالحی           | بهنام کریمی                  | بهروز صفاریان                |
| داریوش اقبالی                   | تصویر رؤیا             | روزبه بمانی          | مهدی یراحی                   | بهروز صفاریان                |
| داریوش اقبالی                   | زندگی یعنی همین        | حمید ناصحی           | همایون آرامفر                | بهروز صفاریان                |
| فریدون آسرایی و مانی رهنما      | روزای روشن             | احمد امیرخلیلی       | بهروز صفاریان                | بهروز صفاریان                |
| بهروز صفاریان و روزبه نعمت الهی | آخرین روز زمستون       |                      | بهروز صفاریان                | بهروز صفاریان                |
| علی لهراسبی                     | عذاب دوست داشتن        | عبدالجبار کاکایی     | بهروز صفاریان                | بهروز صفاریان                |
| علی لهراسبی                     | دلنوازان               | عبدالجبار کاکایی     | محسن یگانه                   | بهروز صفاریان                |
| علی لهراسبی                     | دلواپسی                | محسن یگانه           | محسن یگانه                   | بهروز صفاریان                |
| علی لهراسبی                     | بعد رفتنت              | محسن یگانه           | محسن یگانه                   | بهروز صفاریان                |
| علی لهراسبی                     | سزامه                  | محسن یگانه           | برگرفته از قطعهٔ یونانی       | بهروز صفاریان                |
| علی لهراسبی                     | چشامو بستن             | محسن یگانه           | برگرفته از قطعهٔ یونانی       | بهروز صفاریان                |
| علی لهراسبی                     | تنها نرو               | روزبه بمانی          | مهدی یراحی                   | بهروز صفاریان                |
| علی لهراسبی                     | قول میدم               | مهرزاد امیرخانی      | محمد لطفی                    | بهروز صفاریان                |
| رضا صادقی                       | قاتل                   | رضا صادقی            | رضا صادقی                    | بهروز صفاریان                |
| احمد امیرخلیلی                  | حال خوب                | مجتبی مصری           | رضا صادقی                    |                              |
| محسن یگانه                      | بترس                   | محسن یگانه           | محسن یگانه                   |                              |